# فولفغانغ بيكر (مخرج)
فولفغانغ بيكر (بالألمانية: Wolfgang Becker)‏ هو مونتير وكاتب سيناريو ومنتج أفلام ومخرج ألماني، ولد في 15 مايو 1910 في برلين في ألمانيا، وتوفي في 30 يناير 2005 في ميونخ في ألمانيا.

## وصلات خارجية
- فولفغانغ بيكر على موقع IMDb (الإنجليزية)
- فولفغانغ بيكر على موقع مونزينجر (الألمانية)
- فولفغانغ بيكر على موقع ألو سيني (الفرنسية)
- فولفغانغ بيكر على موقع أول موفي (الإنجليزية)
- فولفغانغ بيكر على موقع قاعدة بيانات الأفلام السويدية (السويدية)
- فولفغانغ بيكر على موقع قاعدة بيانات الفيلم (الإنجليزية)
- فولفغانغ بيكر على موقع كينوبويسك (الروسية)